# タカ航空110便緊急着陸事故
タカ航空110便緊急着陸事故（タカこうくう110びんきんきゅうちゃくりくじこ）とは、1988年5月24日にタカ航空（現：アビアンカ・エルサルバドル、国籍：エルサルバドル）の定期国際110便が、ベリーズからアメリカ合衆国・ルイジアナ州ニューオーリンズに向けて飛行中、ニューオーリンズ東部の草地の堤防に緊急着陸した航空事故である。

## 航空機と乗務員
- 機体：ボーイング737-3T0
  - 機体記号：N75356
  - 製造番号：23838
- 運航乗務員：3名（機長（事故当時29歳）・副操縦士・飛行教官）
- 客室乗務員：4名
- 乗客：38名

機長はエルサルバドルでの内戦時、小型機で飛行中に負傷し、左目を喪失していた。

## 機材履歴
機体は1988年1月26日に初飛行、運用の約2週間前にタカ航空に引き渡し。ボーイング737として1,505番目の機体で、タカ航空の前はポラリス・エアクラフト・リーシングが所有していた。

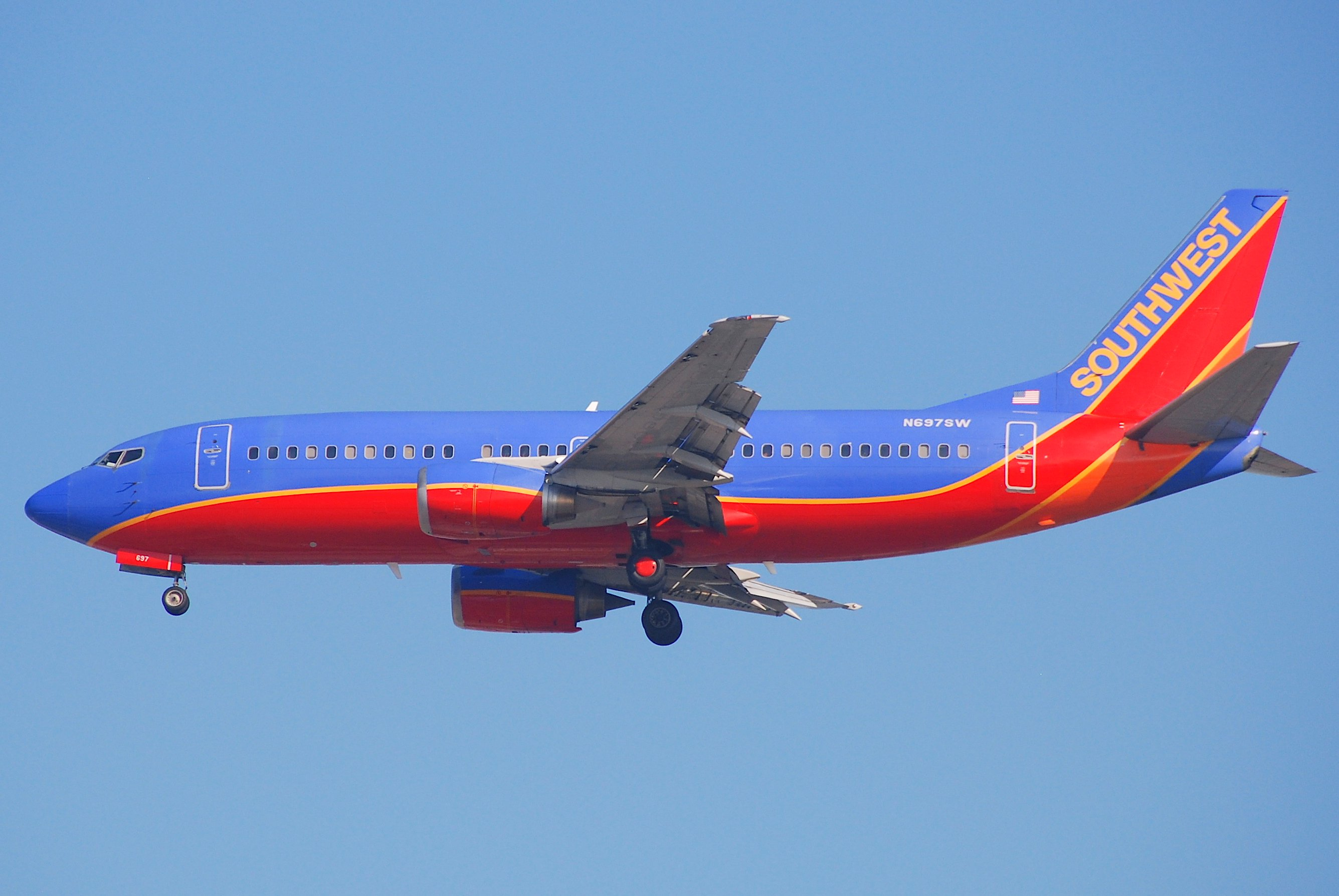
2011年に撮影された事故機

その後、1989年10月30日、Aviateca（アビアテカ、グアテマラ）、1991年4月16日、機体番号N319AWとしてアメリカウエスト航空、1993年1月7日、機体番号N764MAとしてMorris Air（モリスエア、アメリカ合衆国）、1995年1月1日、機体番号N697SWとしてモリスエアを傘下に収めたサウスウエスト航空と、所有者が変わりながら活躍を続け、2016年12月に退役している。

## インシデント
当日の飛行は通常通り進み、ベリーズシティのフィリップス・S・W・ゴールドソン国際空港を離陸し、ルイジアナ海岸に向け、メキシコ湾上を飛行していた。NTSB（米国国家運輸安全委員会）の調査によると、高度11,000mから降下しながら、ニューオーリンズ・モアサン・フィールド（ルイ・アームストロング・ニューオーリンズ国際空港の通称）への差し迫った到着の準備をしている最中に、機長と副操縦士は、機上気象レーダーに緑色と黄色の領域として描かれた飛行経路上の軽度から中程度の降水域と、予定の飛行経路の両側にある、豪雨を示す「いくつかの赤いセル」に気付いた。
航空機は高度9,100mで雲中に入った。操縦士は「連続点火システム」を選択し、降雨と着氷の影響からターボファンエンジンを保護するために着氷防止を作動させた。どちらもフレームアウトを引き起こす余地があり、その場合エンジンは全ての推力を失ってしまう。レーダーに示された2か所の激しい降雨エリア間のルートを飛行していたにもかかわらず、110便は豪雨、雹、乱気流に見舞われた。

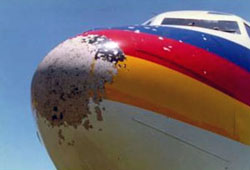
事故機のノーズコーン

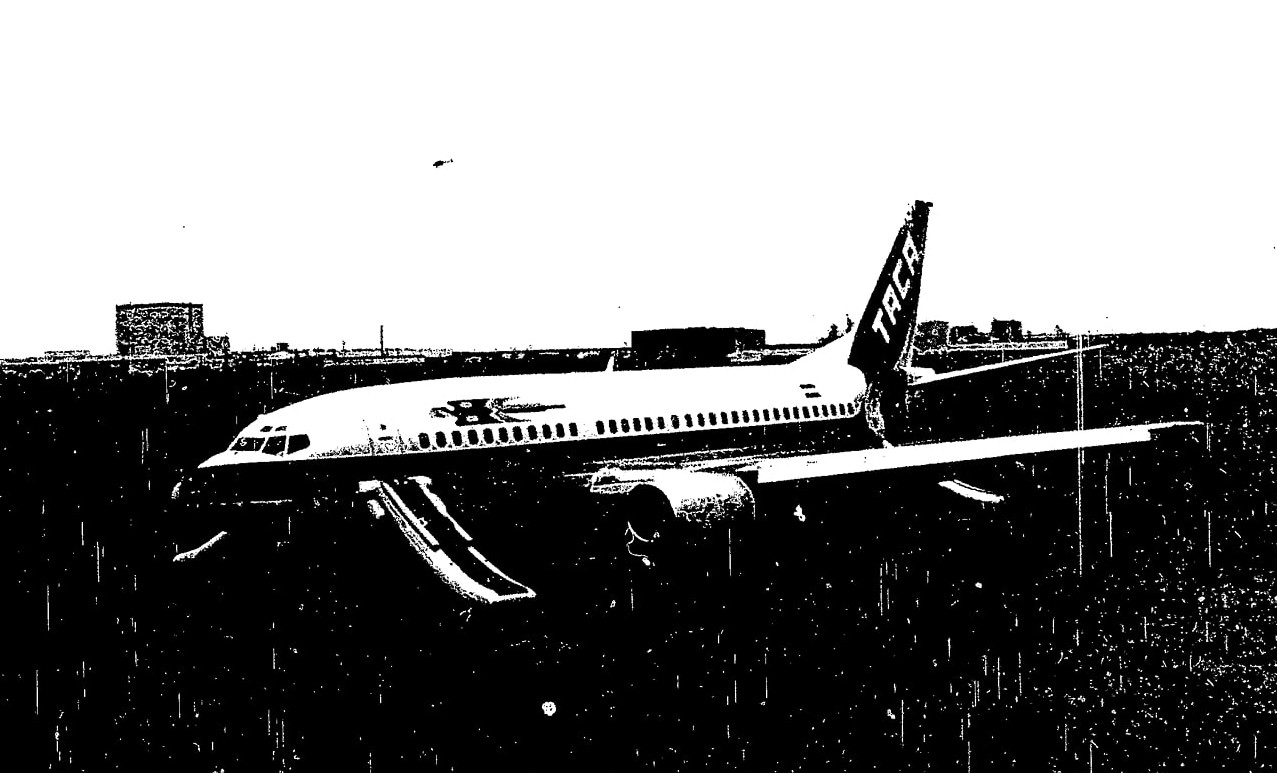
着陸後の110便

高度5,000mを通過すると両エンジンは停止し、推力と電力を失った滑空状態となった。航空機が降下し高度3,200mを通過すると、電力を回復させる補助動力装置（APU）が始動された。一方、操縦士は飛行機の降下によって起きる気流を利用する「ウインドミルスタート」によるエンジン始動を試みたがうまくいかず、次にAPUからの動力が供給されているエンジンスターターの使用でエンジンは始動できた。しかし、どちらのエンジンも、十分な推進力を出すにははるかに及ばず、通常の速度まで加速しなかった。燃焼加速を試みたが、エンジンがオーバーヒートしたため、壊滅的な故障を避けるためにエンジンを停止した。管制塔は110便に高速道路に着陸することを勧めたが、サザン航空242便墜落事故のように大事故になるのを恐れ、拒否した。そこで、操縦士は機体をニューオーリンズの東部、ミシューにある川に着水させることを試みることにしたが、偶然にもその川の横にアメリカ航空宇宙局のミシュー組立施設の敷地内にある草地の堤防を発見し、軌道を修正して安全に着陸・停止させた。乗客乗員45人にけがはなかった。
事故機は重量により降着装置が沈むことが懸念されたため、事故調査のために移動されることとなった。解体して陸路で運搬、船での輸送などが検討されたが、最終的には故障したエンジンを交換、燃料を最小限にして滑走距離を縮小し、6月6日にテストパイロットがミシュー組立施設内のサターン・ブールバード通りから離陸させた。

## 調査と勧告

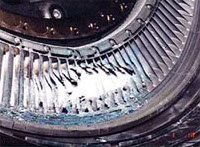
事故機の損傷を受けたブレード

国家運輸安全委員会（NTSB）事故調査委員会は、110便が遭遇したレベル4の雷雨の再現に苦慮した。エンジンのパワーが全開だった場合ならば、フレームアウトに繋がらなかったためであった。
しかし、110便の場合は降下中でエンジンの出力をオートスロットルによって弱めていたことがレコーダーから判明した。連邦航空局（FAA）の降雨の吸入基準ではエンジンを全開にした状態を基準としていたため、110便の場合ではレベル4の雷雨における降水量と雹によって両エンジンのフレームアウトに繋がった、と結論付けた。機体は若干の雹害を受けた。また、第2エンジン（右側）は過熱により破損した。当初、翼を取り外して、はしけで修理施設に機体を輸送する計画であった。しかし、事故調査中に機体が沈み始めてしまった為、ボーイングの技術者とテスト・パイロットは、現地でエンジンを交換し、隣接している舗装された連絡道路から離陸させ、24km先のルイ・アームストロング・ニューオーリンズ国際空港に回送させることを決定した。燃料はニューオーリンズ空港に辿り着くための最小限の量とし、乗客や荷物もなかったため、365mの滑走で離陸した。
機体は回送後、一層の保守作業が行なわれ、運用に復帰した。
問題を起こした搭載エンジンの製造元であるCFMインターナショナルは、同種の問題を防ぐために、豪雨や雹のような気象状況の下でも、ガスタービンを連続的に点火させるためのセンサーを加えることにより、CFM56エンジンを改良した。他に、効率よくエンジンの中核から雹などを避けるためにエンジン・ノーズコーンおよびファン・ブレードの間隔に対して改良が加えられた。さらに、エンジンからより多くの水を排出させるために与圧ドアが追加された。

## その後
2023年9月1日、機長は49年間にわたる現役パイロットとしての乗務を終えた。

## 映像化
- メーデー!:航空機事故の真実と真相 第9シーズン第12話「NOWHERE TO LAND」
- 世界衝撃映像100連発 カメラが見た劇的瞬間 2016年2月10日放送[8]
- 世界まる見え!テレビ特捜部 2024年6月10日放送